# Donja Ljuboviđa
Donja Ljuboviđa (cyr. Доња Љубовиђа) – wieś w Serbii, w okręgu maczwańskim, w gminie Ljubovija. W 2011 roku liczyła 832 mieszkańców.